# Smeli (Krasnodar)
Smeli (en ruso: Смелый) es un posiólok del raión de Leningrádskaya del krai de Krasnodar, en Rusia. Está situado en la orilla izquierda del río Sosyka, afluente del Yeya, 14 km al sureste de Leningrádskaya y 139 km al nordeste de Krasnodar, la capital del krai. Tenía 49 habitantes en 2010.
Pertenece al municipio Vostóchnoye.